# Brigitte Fink
Brigitte Fink (auch Brigita Fink; * 29. April 1940; † 17. Oktober 2024 in Sterzing) war eine italienische Rennrodlerin und Rennrodelfunktionärin.

## Leben
Fink war in ihrer Jugend in den 1950er-Jahren selbst als Rennrodlerin aktiv. Im Alter von 16 Jahren nahm sie in der Disziplin Einsitzer der Frauen an den Weltmeisterschaften 1957 in Davos teil und konnte dort die Bronzemedaille gewinnen. Im gleichen Jahr erreichte sie auch bei den Junioren-Europameisterschaften in ihrem Heimatort Sterzing den dritten Platz. Es blieben die größten Erfolge als Sportlerin.
Nach dem Ende ihrer aktiven Laufbahn war Fink als Funktionärin tätig. Für den Weltverband Fédération Internationale de Luge de Course war sie nach deren Gründung die erste Vorsitzende der Kommission für Jugend und Entwicklung und begleitete dieses Amt über viele Jahre. Beim FIL-Kongress 1989 in Albertville wurde sie zur Vizepräsidentin für Jugend und Entwicklung des Verbandes gewählt, ein Amt, welches sie bis 1998 ausübte. Für ihr Heimatland Italien war sie zudem als Rennsportleiterin des Nationalteams tätig. Sie gilt als Entdeckerin von Armin Zöggeler, dem erfolgreichsten Rennrodler des Landes. Ihren Posten beim italienischen Verband gab sie 1999 ab.
Fink lebte bis zu ihrem Tod im Oktober 2024 in ihrem Heimatort Sterzing. FIL-Präsident Einars Fogelis würdigte sie in einem Nachruf des Internationalen Rodelverbands als eine „außergewöhnliche Persönlichkeit“.